# NGC 3839
NGC 3839 في الفهرس العام الجديد، هي مجرة، تقع في كوكبة الأسد. اكتشفت في 19 أبريل 1882 بواسطة إدوارد ستيفان.

## روابط خارجية
- NGC 3839 على موقع ويكي سكاي: DSS2, SDSS, GALEX, IRAS, Hydrogen α, X-Ray, Astrophoto, Sky Map, Articles and images